# Алроса (авіакомпанія)
АТ «Авіакомпанія АЛРОСА» (якут. «АЛРОСА» авиахампаанньа» аахсыйалардаах холбоһуга) — російська авіакомпанія, що здійснює регіональні перевезення в Якутії, регулярні та чартерні перевезення по Росії, чартерні міжнародні перевезення в країни СНД, Азії та Європи, вантажні перевезення та спеціальні авіаційні роботи. Базується в Якутії в аеропортах Мирний і Полярний (місто Вдалий).
Крім регулярних і чартерних перевезень підприємство також здійснює аеропортову діяльність і є оператором таких аеропортів, як Мирний, Полярний, Айхал, Вітім, Ленськ, Оленьок, Саскилах.
АТ «Авіакомпанія АЛРОСА» утворено на базі Мирниського авіапідприємства (МАП), який був структурним підрозділом АК «АЛРОСА», з 1 січня 2013 року функціонує як самостійна юридична особа.

## Флот[3]
Авіапарк близько 30 років (один з найбільших показників в Росії). Вік ВС Boeing 737-800 - 13,5 років.
| Повітряне судно      | Кількість     |
| -------------------- | ------------- |
| Вертоліт Мі-8        | 22            |
| Літак Ан-2           | 3             |
| Літак Ан-24          | 3             |
| Літак Ан-26          | 1             |
| Літак Ан-38-100      | 1 (+1 ремонт) |
| Літак Ту-134Б-3      | 1             |
| Літак Ту-154М        | 2             |
| Літак Boeing 737-800 | 3             |
| Літак Іл-76ТД        | 2             |

## Події
- 7 вересня 2010 року літак Ту-154 компанії «Алроса» (бортовий номер RA-85684), що виконував рейс ЯМ 516 по маршруту Полярний (Вдалий, Якутія) — Домодєдово (Москва), здійснив аварійну посадку на аеродромі Іжма з причини повного знеструмлення під час польоту. Борт викотився за межі ЗПС, не призначеної для прийому подібних літаків, на 160 м. Жоден з пасажирів і членів екіпажу не постраждав. Літак пройшов капітальний ремонт і на даний момент знаходиться в строю.

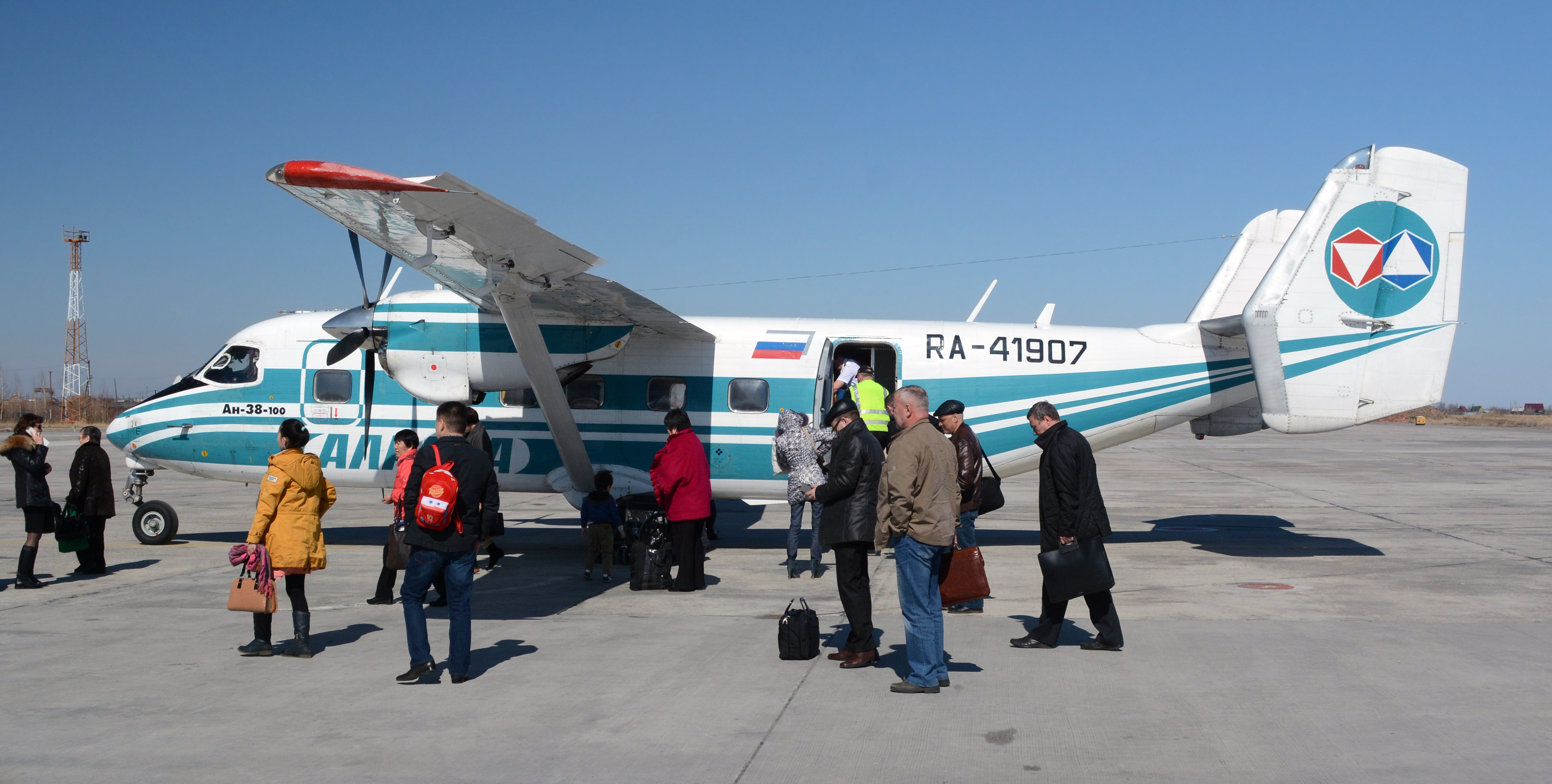
Ан-38-100 RA-41907 АК «Алроса», 5 травня 2014 року

- 24 березня 2015 року при виконанні посадки на майданчик Накин Нюрбинського гірничо-збагачувального комбінату літака Ан-38-100, що належить ЗАТ АК «Алроса», що виконував власний транспортний рейс по маршруту Мирний — Накин, відбулося викочування повітряного судна за бічні межі злітно-посадкової смуги[4].
- 2 березня 2017 року при виконанні замовного транспортного рейсу вертоліт Мі-8МТВ-1, що належить АТ «Авіакомпанія АЛРОСА», здійснив незаплановану посадку в Булунском районі (Якутія), у зв'язку з відмовою одного з двигунів. В результаті авіаційної події вертоліт отримав значні пошкодження. Екіпаж (3 чол.) і пасажири (21 чол.) не постраждали.[5]